# Сали Стюърт
Сали Бърнати Стюърт (на английски: Sally Steward) е американска писателка, авторка на бестселъри в жанровете любовен роман, комедиен криминален роман и романтичен трилър.
Пише като Сали Бърнати (на английски: Sally Berneathy), публикувала е съшо като Сали Карлийн (Sally Carleen) и Сали Гарет (Sara Garrett).

## Биография и творчество
Стюърт е родена на 4 февруари 1945 г. в Макалестър, Оклахома, САЩ. От ученичка иска да бъде писателка. В периода 1963-1964 г. учи в Университета на Оклахома. В началото на 70-те започва да учи литература последователно в колежа „Ел Центро“ (1970 – 1974), Университета на Тексас в Арлингтън (1973-1974), Университета на Тексас в Далас (1978 – 1981), Университета на Мисури в Канзас Сити (1986 – 1988), който завършва с бакалавърска степен.
През 1974 г. се омъжва за Чарлс Милър, развеждат се през 1982 г. През 1986 г. се омъжва за Макс Стюърт, с когото се преместват да живеят в Канзас Сити.
През 1988 г. се присъединява към Асоциацията на писателите на любовни романи на Америка и започва да посещава редовно всички семинари и котференции, за да усвои изискванията и тънкостите на професията. Започва да пише в началото на 90-те.
Първият ѝ любовен роман „Shaded Leaves of Destiny“ е публикуван през 1994 г. под псевдонима Сали Карлийн.
През 1996 г. е издаден романът ѝ „Тайният любовник“ под името Сали Стюърт. Участва и в общи серии с други писатели с името Сали Гарет.
През 2000 г. спира да пише в продължение на десетилетие, за да учи компютърно програмиране и да работи като компютърен програмист в „DST Systems, Inc.“ в Канзас Сити в периода 2001 – 2011 г.
През 2010 г. започва да пише отново, като Сали Бърнати, насочвайки се към романтичния трилър и комедията. Романите от поредиците „Смърт от шоколад“ и „Призракът на Чарли“ влизат в списъците на бестселърите.
Сали Стюърт живее със семейството си в Индипендънс, Мисури.

## Произведения

### Като Сали Стюърт

#### Самостоятелни романи
- Undercover Lover (1996) 
Тайният любовник, изд. ИК „Бард“, София (1999), прев. Диана Кутева, Стамен Стойчев

#### Участие в общи серии с други писатели

##### Серия „Скарлет“ (Scarlet)
- Lovers and Liars (1997)
- Secrets Rising (1998)

от серията има още 6 романа от различни автори

##### Серия „Търсещи сърца“ (Haunting Hearts)
- Ghost of Summer (1999)

от серията има още 10 романа от различни автори

##### Серия „На ръба“ (On The Edge)
- Private Vows (2001)

от серията има още 2 романа от различни автори

### Като Сали Карлийн

#### Самостоятелни романи
- Shaded Leaves of Destiny (1994)
- An Improbable Wife (1995)
- Cody's Christmas Wish (1995)
- My Favorite Husband (1996)
- Porcupine Ranch (1997)
- With This Child (1998)
- The Prince's Heir (1999)

#### Серия „По пътя към сватбата“ (On the Way to a Wedding)
1. A Bride in Waiting (1999)
2. Gift for the Groom (1999)

### Като Сали Бърнати

#### Самостоятелни романи
- Secrets Among the Shadows (2012)
- Undercover Secrets (2012)
- Secrets Rising (2012)
- Ghost of Summer (2012)
- Anything You Can Do (2013)
- Shifting Shadows (2013)

#### Серия „Смърт от шоколад“ (Death by Chocolate)
1. Death By Chocolate (2011)
2. Murder, Lies and Chocolate (2012)
3. The Great Chocolate Scam (2012)
4. Chocolate Mousse Attack (2013)
5. Fatal Chocolate Obsession (2014)

#### Серия „Призракът на Чарли“ (Charley's Ghost)
1. The Ex Who Wouldn't Die (2012)
2. The Ex Who Glowed in the Dark (2013)
3. The Ex Who Conned a Psychic (2014)